# Henry Halleck
Henry Wager Halleck (Westernville, 16 gennaio 1815 – Louisville, 9 gennaio 1872) è stato un generale e avvocato statunitense.
Famoso esperto di studi militari, era noto col soprannome che poi divenne dispregiativo di "Old Brains" (Vecchi Cervelli). Giocò un ruolo fondamentale nell'annessione della California e divenne in seguito un avvocato di successo. All'inizio della guerra di secessione americana era un comandante anziano dello Union Army nel Teatro Occidentale, e prestò servizio per quasi due anni come generale in capo di tutti gli eserciti statunitensi. Halleck divenne capo di stato maggiore del tenente generale Ulysses Simpson Grant, quando questi divenne generale in capo.
Halleck fu un generale prudente che credeva fortemente alla minuziosa preparazione della battaglia ed al valore delle fortificazioni difensive rispetto alle azioni aggressive e veloci. Fu un maestro di amministrazione, logistica e politica necessarie in cima alla gerarchia militare, ma esercitò poco controllo sulle operazioni di campo dal suo ufficio di Washington. Il presidente Abraham Lincoln una volta lo descrisse come "poco più di un bravo impiegato" (little more than a first rate clerk).

## Gioventù
Halleck nacque in una fattoria di Westernville, nella Contea di Oneida (New York), terzo dei 14 figli di Joseph Halleck, tenente che combatté la guerra anglo-americana, e di Catherine Wager Halleck. Il giovane Henry odiava l'idea di dover condurre una vita da agricoltore, e fuggì di casa in giovane età venendo cresciuto dallo zio David Wager di Utica. Frequentò la Hudson Academy and Union College prima di iscriversi alla United States Military Academy. Divenne un pupillo del teorico militare Dennis Hart Mahan, e gli fu permesso di insegnare mentre era ancora un cadetto. Si laureò del 1839, terzo della sua classe di 31 cadetti, col grado di sottotenente del genio militare. Dopo aver passato alcuni anni migliorando le difese del porto di New York, scrisse un resoconto destinato al senato riguardante le difese costiere, intitolato Report on the Means of National Defence, che riscosse il gradimento del generale Winfield Scott il quale premiò Halleck con un viaggio in Europa nel 1844 al fine di studiare le fortificazioni dell'esercito francese. Tornato in patria da tenente, Halleck consegnò al Lowell Institute di Boston una serie di dodici opere che furono pubblicate nel 1846 col titolo di Elements of Military Art and Science. Quest'opera, uno dei primi esempi di professionismo militare americano, ricevette il plauso dei colleghi e fu uno dei trattati di tattica usato dai comandanti nell'imminente guerra civile. Furono i suoi lavori accademici a fargli assegnare il soprannome di "Old Brains."

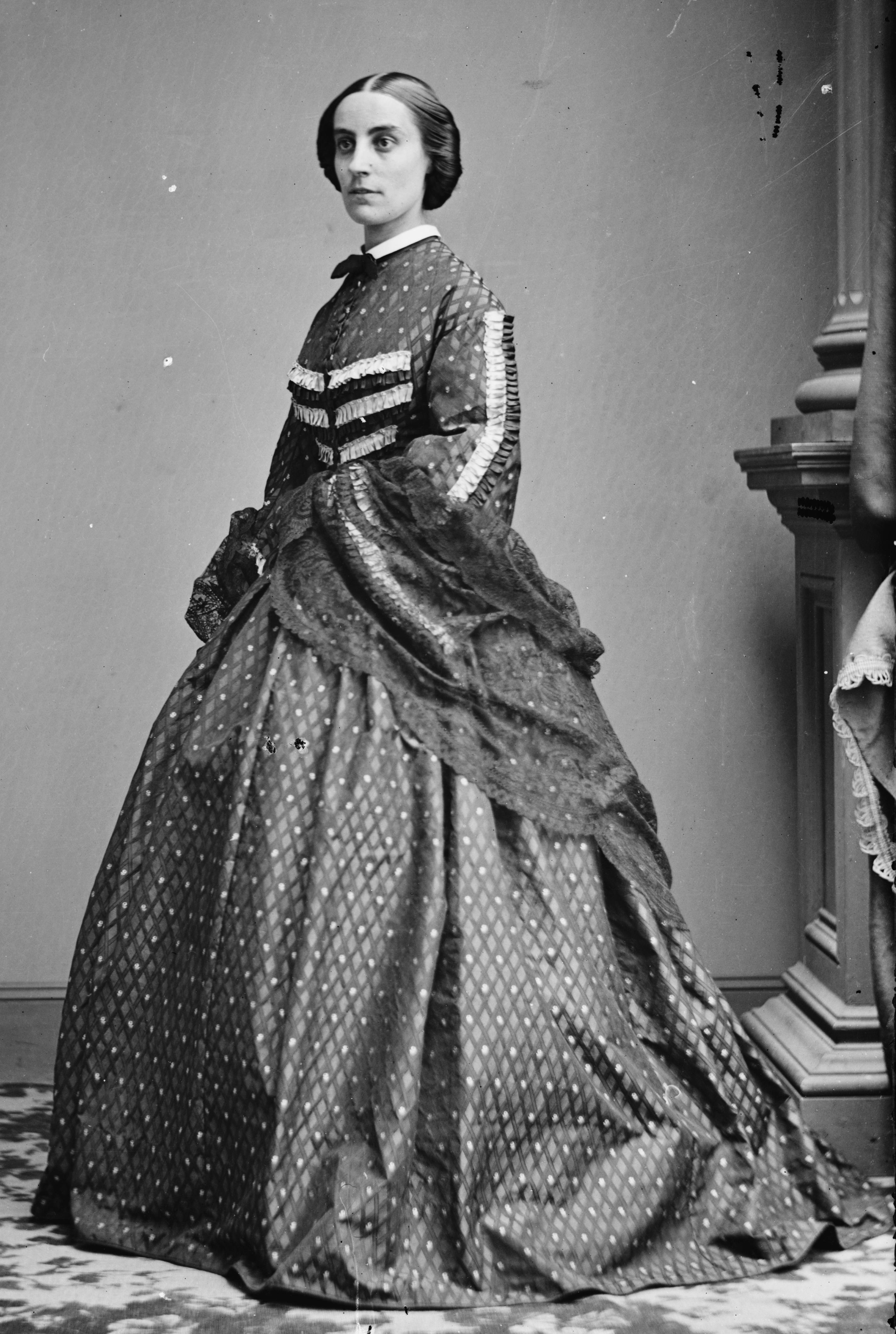
Elizabeth Hamilton

Nel corso della guerra messico-statunitense Halleck fu mandato in California. Durante il viaggio lungo sette mesi che lo vide doppiare Capo Horn a bordo della USS Lexington durante il quale fu aiutante di campo del commodoro William Shubrick, tradusse il Vie politique et militaire de Napoleon di Antoine de Jomini, il che aumentò ulteriormente la sua fama da studioso. Passò molti mesi in California costruendo fortificazioni, prima di partecipare al suo primo combattimento l'11 novembre 1847 durante la conquista da parte di Shubrick del porto di Mazatlán. Il tenente Halleck divenne tenente governatore della città occupata. Fu promosso a capitano nel 1847 per il suo "servizio valoroso e meritevole" in California e Messico. In seguito sarebbe diventato capitano dell'esercito regolare il 1º luglio 1853. Fu trasferito a nord agli ordini del generale Bennet Riley, governatore generale della California. Halleck fu poco dopo nominato segretario di stato militare, incarico che lo rese rappresentante del governatore durante la convenzione del 1849 di Monterey in cui fu scritta la costituzione della California. Halleck divenne uno dei principali autori del documento. Durante la convenzione fu nominato per essere uno dei due rappresentanti del nuovo Stato presso il Senato, ma ricevette pochi voti e si classificò terzo. Durante le sue attività politiche trovò il tempo di contribuire ad uno studio di avvocati a San Francisco, l'Halleck, Peachy & Billings, che divenne talmente famoso da obbligarlo a rinunciarvi nel 1854. L'anno successivo sposò Elizabeth Hamilton, nipote di Alexander Hamilton e sorella del generale Schuyler Hamilton. Il loro unico figlio, Henry Wager Halleck Jr., nacque nel 1856.
Halleck divenne ricco come avvocato e proprietario terriero, nonché famoso collezionista "Californiana". Ottenne migliaia di pagine di documenti ufficiali delle missioni spagnole e della colonizzazione della California, che furono copiate e che sono oggi esposte presso la Bancroft Library dell'università della California. Gli originali furono distrutti nel terremoto di San Francisco del 1906 e nell'incendio che ne seguì. Costruì il Montgomery Block, il primo edificio di San Francisco resistente al fuoco, casa di avvocati, uomini d'affari ed in seguito degli scrittori Boemi della città. Fu direttore della Almaden Quicksilver (mercurio) Company di San Jose, presidente della Atlantic and Pacific Railroad, costruttore edilizio di Monterey e proprietario dei 120 km² di Rancho Nicasio nella contea di Marin. Rimase coinvolto in affari militari ed all'inizio del 1861 fu promosso maggior generale della milizia della California.

## Guerra civile americana

### Teatro occidentale
Allo scoppio della guerra civile, Halleck divenne democratico ed era simpatico al sud, ma credeva fortemente nel valore dell'Unione. La sua reputazione di studioso militare e la raccomandazione di Winfield Scott gli fecero guadagnare il grado di maggior generale dell'esercito regolare. Era il 19 agosto 1861, ed Halleck diventava il quarto generale più anziano (dopo Scott, George B. McClellan e John Charles Frémont). Gli fu assegnato il comando del dipartimento del Missouri, sostituì Frémont a Saint Louis il 9 novembre, ed il suo talento per l'amministrazione si fece velocemente strada nel caos e nel disordine lasciati dal predecessore. Iniziò a lavorare al "duplice obiettivo di espandere il proprio comando ed assicurarsi che nessuno lo criticasse".
Lo storico Kendall Gott descrive Halleck come comandante di dipartimento:
(Kendall D. Gott, Where the South Lost the War)
Halleck istituì una relazione non amichevole con l'uomo che sarebbe poi diventato il suo più famoso subordinato nonché comandante, il generale di brigata Ulysses Simpson Grant. Il battagliero Grant aveva appena combattuto la piccola ma sanguinosa battaglia di Belmont, ed aveva piani ambiziosi per le operazioni anfibie sui fiumi Tennessee e Cumberland. Halleck, per il fatto di essere molto prudente e per il timore che la reputazione da alcolista che Grant si era meritata prima della guerra, rifiutò il progetto di Grant. Grazie alla pressante richiesta di Lincoln di attuare un'offensiva, Halleck riconsiderò il piano e Grant condusse operazioni con forze navali e di terra contro le fortezze di Fort Henry e Fort Donelson nel febbraio del 1862, conquistandoli entrambi con 14000 confederati.
Grant consegnò ad Halleck la prima vittoria significativa della guerra per l'Unione, il che gli valse la promozione a maggior generale dei volontari con altri generali del suo dipartimento. Halleck sfruttò la vittoria per richiedere il comando generale del teatro occidentale, a quel tempo condiviso col maggior generale Don Carlos Buell, ma la richiesta fu rifiutata. Sostituì per breve tempo Grant al comando di una nuova spedizione che avrebbe risalito il fiume Tennessee dopo che Grant ebbe incontrato Buell a Nashville, citando voci di una ricaduta nell'alcolismo, ma gli riassegnò poco dopo il comando: l'insistenza di Lincoln ebbe un ruolo determinante, il quale spinse Halleck al ripristino del ruolo di Grant dicendogli testualmente: "Accettalo o taci". Giustificando il ritorno di Grant, Halleck disse che si trattava di un suo modo per combattere un'ingiustizia, senza dire a Grant che era stato lui l'origine di quell'ingiustizia. Quando Grant scrisse ad Halleck ipotizzando che "Devo avere nemici tra me e lei" Halleck rispose "Si sbaglia. Non ci sono nemici tra me e lei".
Il dipartimento di Halleck ottenne buoni risultati all'inizio del 1862, guidando i confederati dallo Stato del Missouri all'Arkansas. Controllarono tutto il Tennessee occidentale e metà del Middle centrale. Grant, ancora all'oscuro delle manovre politiche che si giocavano alle sue spalle, considerava Halleck "uno dei più grandi uomini della sua epoca" ed il maggior generale William Tecumseh Sherman lo descriveva come il "genio dirigente" degli eventi che avano concesso all'Unione una tale "tremenda crescita" nei mesi precedenti. Questo risultato può essere attribuito alle qualità strategiche ed amministrative di Halleck, alla sua ottima gestione delle risorse, ed all'eccellente esecuzione dei suoi subordinati: Grant, Samuel Ryan Curtis a Pea Ridge e John Pope all'isola numero 10. Gli storici militari non concordano riguardo al ruolo personale giocato da Halleck nel raggiungimento di queste vittorie. Secondo alcuni il merito è del comando del suo dipartimento. Altri, in particolare chi guarda alla sua carriera basandosi sugli eventi successivi, credono che furono i suoi subordinati il vero fulcro.
L'11 marzo 1862 il comando di Halleck fu allargato per includere Ohio e Kansas, assieme all'Armata dell'Ohio di Buell, e prese il nome di dipartimento del Mississippi. L'Armata del Tennessee di Grant fu attaccata il 6 aprile a Pittsburg Landing, Tennessee, nella battaglia di Shiloh. Grazie ai rinforzi ottenuti da Buell, il 7 aprile Grant riuscì a respingere l'esercito confederato dei generali Albert Sidney Johnston e Pierre Gustave Toutant de Beauregard, ma con molti caduti. Seguendo un precedente piano, Halleck giunse per la prima volta a prendere personalmente il comando dell'esercito. Grant fu condannato dall'opinione pubblica per il massacro di Shiloh, e Halleck lo sostituì nominandolo secondo in comando dell'intera forza di 100 000 uomini, incarico che Grant considerò degradante e simile ad un arresto. Halleck continuò a condurre le operazioni contro l'esercito di Beauregard a Corinth, definite assedio di Corinth in quanto l'esercito di Halleck, due volte più numeroso di quello di Beauregard, si muoveva molto lentamente e si fermava ogni giorno per erigere elaborate fortificazioni. Alla fine Beauregard abbandonò Corinth senza neanche combattere.

### Generale in capo
Dopo la fallimentare campagna Peninsulare in Virginia il presidente Lincoln convocò Halleck ad est il 23 luglio 1862 per nominarlo generale in capo di tutti gli eserciti dell'Unione. Lincoln sperava che Halleck potesse coordinare meglio i propri subordinati, permettendogli di compiere azioni più aggressive su tutto il fronte, ma si ricredette ben presto definendolo "poco più di un bravo impiegato" (little more than a first rate clerk). Grant sostituì Halleck al comando di molte forze ad ovest, ma l'Armata dell'Ohio di Buell si distaccò, e Buell rispose direttamente ad Halleck. Halleck iniziò a trasferire divisioni da Grant a Buell. A settembre erano già stata spostate quattro divisioni, lasciando Grant con soli 46000 uomini.

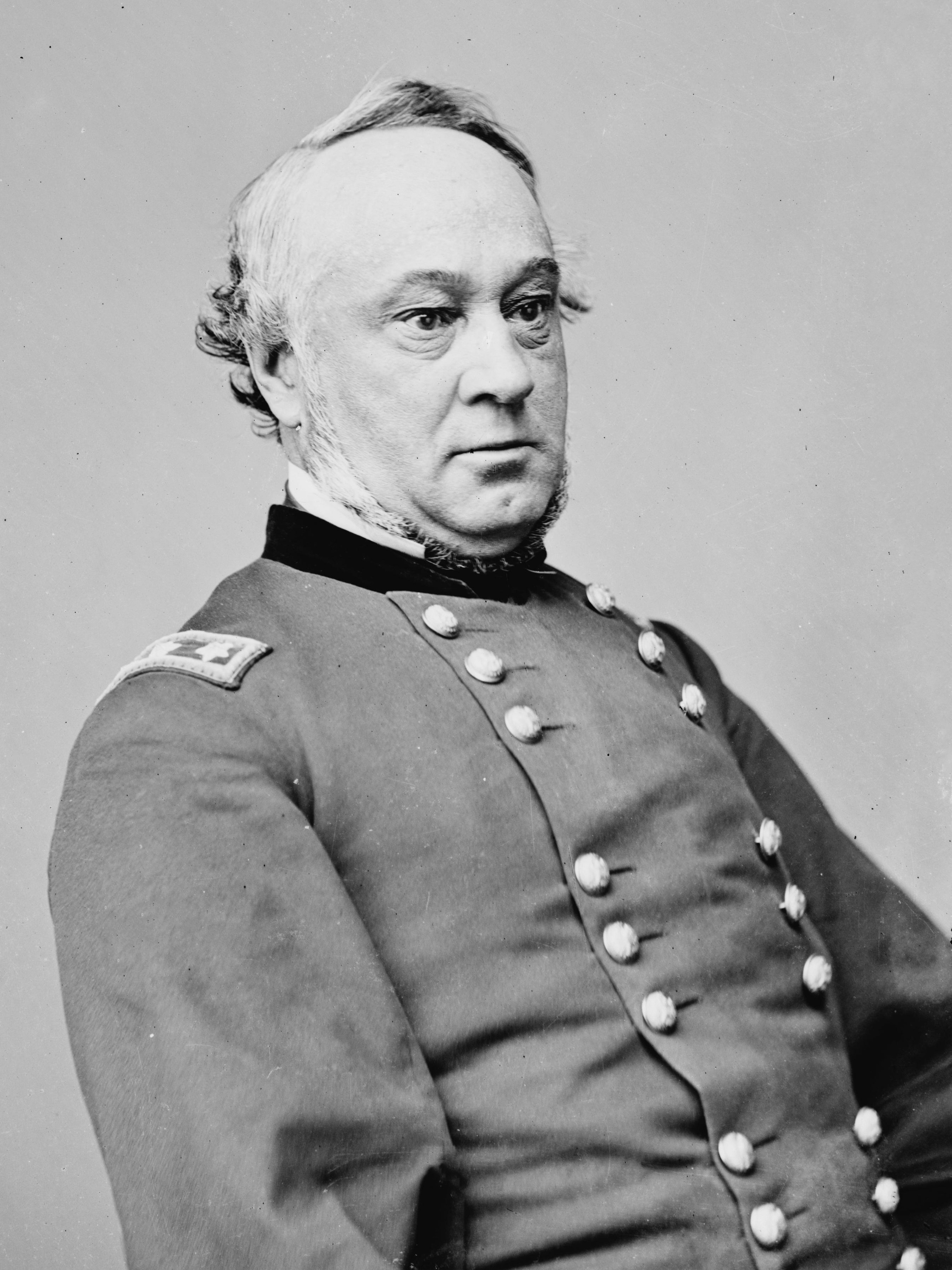
Generale Henry Wager Halleck

A Washington Halleck continuò ad eccellere nello svolgimento dei compiti amministrativi e favorì l'addestramento, l'equipaggiamento e la logistica di migliaia di soldati su vaste aree. Non ebbe successo, invece, come comandante di campo o come stratega. La sua personalità fredda e distaccata gli inimicò i subordinati. Un osservatore lo descrisse come "freddo allocco calcolatore". Lo storico Steven E. Woodworth scrisse "Sotto la sua fronte alta, il generale mostrava uno sguardo stralunato a chi gli parlava, riflettendo a lungo prima di rispondere e sfregandosi i gomiti per tutto il tempo, portando l'interlocutore a credere che la grande intelligenza che gli veniva accreditata si trovasse nei gomiti". Questo modo di fare lo rese impopolare anche alla stampa dell'Unione, che spesso lo criticò.
Halleck, più burocrate che soldato, era poco capace di imporre disciplina o di dirigere gli uomini sul campo. Personalità forti come George B. McClellan, John Pope e Ambrose Burnside ignoravano spesso i suoi consigli ed i comandi. Un esempio della sua carenza di controllo si ebbe durante la campagna della Virginia settentrionale del 1862, quando Halleck non riuscì a convincere McClellan a portare aiuto a Pope in tempo, contribuendo alla sconfitta dell'Unione nella seconda battaglia di Bull Run. Fu da questo momento che Halleck cadde in disgrazia. Abramo Lincoln disse che aveva concesso ad Halleck pieni poteri e responsabilità come generale in capo. "Li fece valere fino alla sconfitta di Pope; ma da quel momento gli furono ridotte le responsabilità appena possibile".
A difesa di Halleck, i suoi subordinati nel teatro orientale, non scelti da lui, erano riluttanti ad attaccare il generale Robert Edward Lee e l'Armata Confederata della Virginia Settentrionale. Anche molti dei suoi generali ad ovest, a differenza di Grant, mancavano di aggressività. Nonostante la richiesta di Lincoln di concedere al generale in capo pieni poteri, sia lui sia il segretario alla guerra Edwin McMasters Stanton sottovalutarono molti aspetti della strategia militare nazionale. Halleck scrisse a Sherman: "Sono semplicemente un consigliere militare del segretario alla guerra e del presidente,  devo obbedire e fare quello che loro decidono, che io sia d'accordo o meno. Da buon soldato obbedisco agli ordini dei miei superiori. Se non concordo con le loro decisioni lo dico, ma quando la decisione è presa è mio dovere rispettare la loro scelta".

### Capo di stato maggiore
Il 12 marzo 1864, dopo che Ulysses Simpson Grant, ex subordinato di Halleck ad ovest, fu nominato tenente generale e generale in capo, Halleck fu retrocesso a capo di stato maggiore, responsabile dell'amministrazione degli eserciti statunitensi. Grant ed il ministero della guerra si preoccuparono di togliere responsabilità ad Halleck in modo gentile. Secondo i loro ordini, Halleck sarebbe stato rimosso dall'incarico di generale in capo "su sua richiesta".
Ora che c'era in campo un generale più aggressivo, le capacità amministrative di Halleck furono un ottimo complemento per Grant, ed i due lavorarono bene insieme. Per tutta la difficile Campagna Terrestre e l'Assedio di Petersburg del 1864, Halleck fece in modo che Grant fosse costantemente rifornito, equipaggiato e rinforzato tanto da sconfiggere i confederati. Fu d'accordo con Grant e Sherman riguardo all'utilizzo della guerra totale contro l'economia sudista ed approvò marcia verso il mare di Sherman e la distruzione della valle dello Shenandoah condotta da Philip Henry Sheridan. Assieme a Grant, Sherman e Sheridan, Henry Halleck può essere considerato uno dei padri della moderna arte bellica.

## Carriera dopo la guerra
Dopo che Grant ebbe obbligato Lee alla resa a Appomattox, Halleck fu messo al comando della divisione militare di James, acquartierata a Richmond. Fu presente alla morte di Lincoln e ne portò la cassa al funerale. Perse l'amicizia con William Sherman quando litigarono riguardo alla tendenza di Sherman ad essere indulgente con gli ex confederati. Nell'agosto del 1865 fu trasferito alla divisione del Pacifico in California, sostanzialmente in esilio militare. Mentre ricopriva questo incarico accompagnò il fotografo Eadweard Muybridge nella neo-acquisita America russa. Si deve a lui ed al senatore Charles Sumner la scelta di chiamare questa terra "Alaska". Nel marzo 1869 gli fu assegnato il comando della divisione militare del Sud, acquartierata a Louisville, nel Kentucky.
Henry Halleck morì durante questo incarico a Louisville. È sepolto nel cimitero di Green-Wood a Brooklyn, e viene ricordato da una via a San Francisco e da una statua nel Golden Gate Park. Non lasciò memorie ai posteri, e sembra che abbia distrutto i suoi appunti e la corrispondenza privata. Alla sua morte le sue proprietà erano valutate 474 773,16 $ (l'equivalente di 9 346 437,18 $ nel 2013). La vedova Elizabeth sposò il colonnello George Washington Cullum nel 1875. Cullum era stato capo di stato maggiore di Halleck nel teatro occidentale, ed aveva fatto parte del suo staff di Washington.

## Opere
- Report on the Means of National Defence (1843)
- Elements of Military Art and Science (1846)
- International law, or, Rules regulating the intercourse of states in peace and war (1861)
- The Mexican War in Baja California: the memorandum of Captain Henry W. Halleck concerning his expeditions in Lower California, 1846–1848 (postumo, 1977)
- Editore, Bitumen: Its Varieties, Properties, and Uses (1841)
- Traduttore, A Collection of Mining Laws of Spain and Mexico (1859)
- Traduttore, Life of Napoleon del barone Jomini (1864)[4]

## Retaggio
- Fort Halleck (1862–66): avamposto militare del Territorio del Dakota costruito per proteggere i viaggiatori dell'Overland Trail.
- Halleck (Nevada)